# 경평대항축구전
경평대항축구전(京平對抗蹴球戰)은 일제강점기 조선의 양대 도시인 경성과 평양을 대표하는 경성 축구단과 평양 축구단이 장소를 번갈아 가면서 벌였던 친선 축구경기이다.

## 명칭
1929년 제1회 대회 관련 당시 동아일보 기사를 보면 "조선일보주최 경성평양대항축구 제일회전", "승부를 결하지 못한 경평대항축구전은"이렇게 경평대항축구전이라는 문구가 나오고 있다. 한편 1933년 대회 관련 동아일보 기사를 보면 "전경성군 대 전평양군의 축구대항전", "경성대평양축구대항전 제삼일"이렇게 경평축구대항전이라는 문구가 나오고 있다.
정리하자면 경평대항축구전과 경평축구대항전이라는 명칭이 당시에 혼용되었다. 그러나 아래 전적표에 첨부된 당시 모든 기사를 종합하여 검토해보면  경성평양대항축구전 줄여서 경평대항축구전이란 명칭이 더 많이 사용되었으며 또한 대항(對抗)이란 단어를 국어사전에서 찾아보면 일부 명사 뒤에 쓰여 그것끼리 서로 겨룸(예: 학교 대항 축구 경기, 각 도 학생 대항 연극 공연)이란 의미가 있기 때문에 경평대항축구전이 국어 어법에도 부합하며 당시 대회의 취지인 경성과 평양 두 도시가 겨루는 축구 경기라는 의미에 더 가깝다는 것을 알 수 있다.
또한 당시 다른 종목에서도 "경평대항빙상경기", "경평대항농구전"이렇게 "경평대항"이란 용어가 각 종목에서 널리 사용되었으며 다른 축구 대회들 명칭을 보아도 전조선도시대항축구대회3지방대항축구전이렇게 전조선도시대항, 3지역대항 이런 용어를 사용한 것으로 보아 당시 언중(言衆)들에게 대항(對抗)이란 단어는 지역 혹은 도시들이 겨룬다는 의미로 널리 쓰이던 표현으로 경평대항축구전이 보편타당한 명칭에 가깝다고 할 수 있다.
한편 후대에서는 경평대항축구전보다 경평축구대항전이라는 명칭이 더 많이 사용되고 있으며 당시부터 현재까지 줄여서 경평축구전 혹은 더 줄여서 경평전이라는 명칭 역시 많이 사용되고 있다.

## 역사

### 창설 (1929년)
조선일보 주최로 1929년 10월 8일 첫경기가 개최되었으며 당시 조선일보 10월 8일자 사설은 "부지중에 민중적 차원으로 화합하자는 데"에 취지가 있다 했고, 조선일보 부사장 안재홍은 개회사에서 "경기로 끝내는 것이 아니라 조선의 역량을 과시하는 기회"로 승화해야 한다고 했다. 이처럼 경평전은 일제치하에서 민족의 단합과 극일의 저항정신을 키운 본보기로 평가 받았다. 당시엔 '팀' 대신 군(軍)이라는 말을 사용하여 전경성군(全京城軍), 전평양군(全平壤軍)이란 용어가 사용되었으며 경성군은 당시 축구의 명문 경신중학 중심으로, 평양군은 일본의 최강팀인 와세다 대학을 7:0으로 물리쳐 이름을 날리던 숭실학교 중심으로 구성되었다. 출신학교는 그랬지만, 평양팀의 멤버는 25세 이상의 청장년이었으며, 경성팀의 주축은 당시 민족 사학의 쌍벽을 이루던 연희와 보성 전문 선수로 대부분이 20~23세의 대학생이었다.
제1회 대회는 10월 8일 서울 원서동 휘문고등학교 운동장을 가득 메운 7천여 관중이 열광하는 가운데 개최됐으며 1차전은 1:1로 비겼고, 9일의 2차전은 평양이 4:3, 10일의 3차전은 평양이 다시 4:2로 이겨 2승1무로 평양이 우승했으며 평양팀은 평양에 돌아가 대대적인 환영을 받았다.
제2회 대회는 1930년 11월 28일부터 3일간 경성운동장에서 열렸다. 2회 대회는 다소 체계가 잡혔으며 경성팀은 막강한 멤버를 갖출 수 있어 2만 관중이 지켜보는 가운데 종합 2승 1패로 우승하며 지난 대회의 패배를 설욕하였다. 1차전은 경성이 3:2승, 2차전은 평양이 5:3승, 3차전은 경성이 5:1로 대승했다. 제2회 대회를 마지막으로 조선일보 주최의 경평전은 중단되고 말았는데 그 이유는 분분하지만 승부욕이 지나쳐 싸움이 잦아 중단되었다는 설이 유력하다.

### 재개 (1933년)
그 후 1933년에 조선축구협회의 주선으로 경평 대표자들이 모임을 갖고 1933년 경성 축구단 및 평양 축구단의 각각 창단을 기념하여 봄, 가을 두차례로 나누어 경기 장소를 경성과 평양을 오가며 실시하도록 결정하였다. 그 후 경성-평양 대항정기축구전으로 경기가 계속되어 오다가 1935년을 마지막으로 중단되었다. 이후 경평전은 경성, 평양 이외에 다른 도시 축구팀의 성장에 힘입어 전조선도시대항축구대회, 3지방대항축구전과 같은 도시대항 축구대회로 이어진다. 그러나 1942년 일제의 구기종목 금지로 인해 모든 대회는 중단된다.

### 해방 이후 (1946년)
1946년 해방 후 서울운동장에서 처음이자 마지막으로 경평전이 열렸다. 1942년 일제의 구기종목 금지 이후 4년 만에 열리는 대회였기에 서울 시민들의 큰 관심과 열광적인 응원 하에 열렸으며, 그 열기가 지나쳐 3월 26일 열린 2차전에서는 관중 난동이 벌어져 경찰이 공포탄을 쏘는 사태까지 벌어졌다. 하지만 38선으로 남북통행이 금지되면서 평양 선수들은 경비망을 뚫고 어렵게 내려왔던 것이었으며, 돌아갈때는 육로가 위험해 뱃길을 택해야만 했다. 그리고 다음 해에 서울 선수들을 초청하겠다는 그들의 약속은 지켜지지 못한 채 경평전은 무기한 중단되었다.

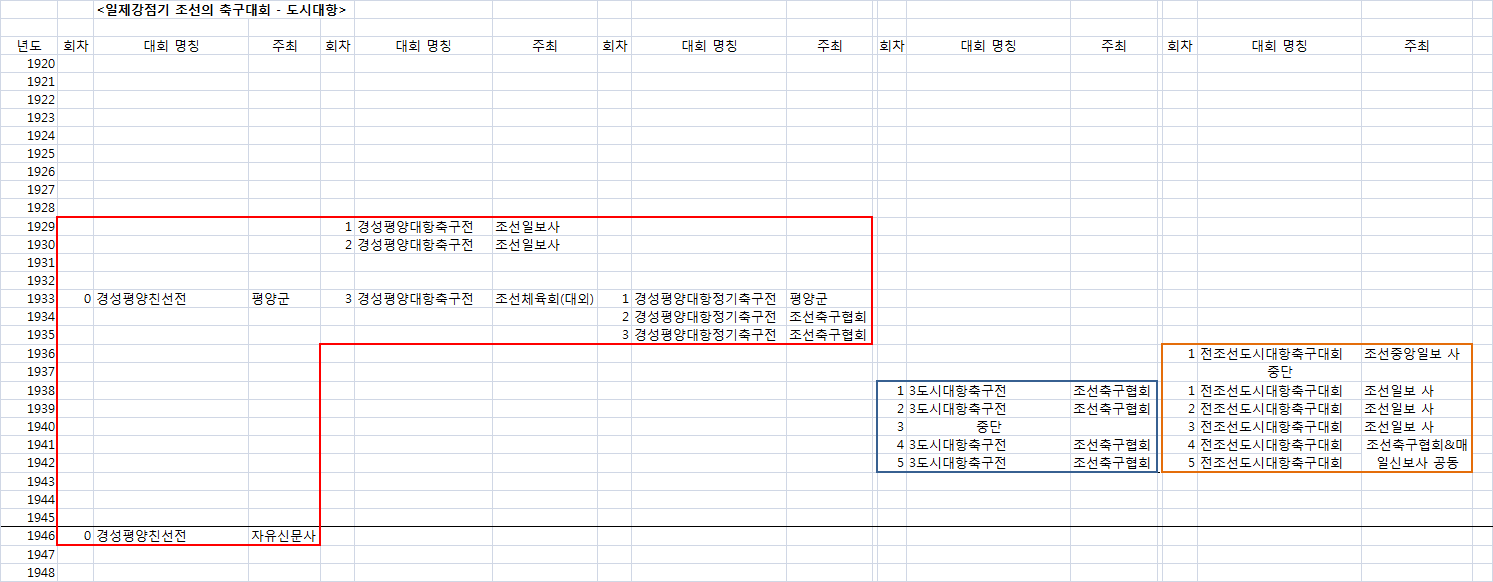
일제강점기 조선의 도시대항축구대회

## 의미
수도와 제2의 도시 또한 지역 의식이 남달랐던 기호 지방과 관서 지방을 대표하는 양대 대도시 서울과 평양에 당시 조선의 최고 빅클럽들이 형성되었고 이를 바탕으로 한 양강 구도가 이루어지면서 이들 최고의 클럽들 대결에 조선 전체가 열광하는 흡사 지금의 유럽 프로축구 리그처럼 자연스러운 방향으로 클럽 축구가 발전하고 있었다는 것을 알 수 있다. 하지만 이러한 전통을 살리지 못하고 80년대 프로축구 출범 후 대도시에 연고 구단이 뿌리내지리 못하고 그 후 기형적인 서울연고공동화정책 등으로 대도시 연고지 빅클럽 구조에서 중소도시 연고지 빅클럽 구조로 바뀌고 부산, 대구, 인천, 광주 같은 대한민국을 대표하는 대도시들에 시민구단들이 들어선 점은 아쉬운 점이다.
한편 경평전의 주축이었던 경성 축구단과 평양 축구단은 해방 이후 각각 남한과 북한 국가대표 축구팀의 모태가 되었다. 가난한 신생 독립국에 불과하던 대한민국과 조선민주주의인민공화국이 각각 1954년 스위스 월드컵 본선 및 1966년 잉글랜드 월드컵 8강 진출할 수 있었던 것은, 이러한 역사가 있었기에 가능했던 것이다.
그러나 남북의 정치적 상황으로 인해 이들간의 교류는 쉽게 이루어지지 못했으며, 경평전 역시 그 명성만이 남은 채 재개되지 못하였다. 월드컵이나 올림픽 등의 지역 예선에서 남북이 마주치기는 했으나 국가대표로서 만난 것이었으며, 경평전과 같이 남북을 대표하는 도시 간의 정기적 경기는 부활되지 못하였다. 물론 1990년 10월 11일에는 평양에서, 10월 23일에는 서울에서 남북통일축구대회라는 명칭으로, 2002년 9월 5일과 8일에는 서울월드컵경기장에서 2002 남북통일축구경기라는 이름으로 경평축구의 맥을 잇는 축구대표팀 경기가 벌어지기도 하였다.

## 역대 전적

### 대회 횟수와 전적에 대한 정리
경평대항축구전의 제1회 대회를 조선일보 주최의 1929년 대회로 보는 견해가우세하나 1929년과 1930년처럼 경성과 평양의 선발팀 성격이 아닌 1933년 경성 축구단과 평양 축구단이 공식적으로 창단된 이후 양 축구단의 창단을 기념하여 1933년 4월 6일 평양 공설운동장에서 벌어진 대회부터를 1회 대회로 보는 견해도 존재한다. 이와같이 대회 횟수와 전적이 공식적으로 명확하게 확립되지는 않았기 때문에 대회 횟수가 각각 다르게 기재되고 있는 상황이 발생하고 있는데 여기서는 최대한 당시 언론에서 기재한 대회 횟수를 반영하여 1929년 10월, 1930년 11월, 1933년 9월에 개최된 대회와 1933년 10월부터 정식으로 홈 앤드 어웨이 방식으로 합의하여 개최되기 시작한 경평대항축구전을 분리하여 정리하였다. 또한 1933년 4월의 대회는 아직 합의전 평양 축구단이 주최한 일종의 친선경기라는 견해가 있기 때문에 역시 분리하였다.
전적에 있어서는 1929년부터 1935년까지 6년 동안 평양 축구단 기준으로 19전 7승 8무 4패라는 기록의 기사가 있는데 이는 아래 기재한 전적에서 1935년까지의 전적인 19전 8승 7무 4패와 거의 근접한 기록이다.
또한 한겨레, '29년 첫 경평축구 개최'라는 제목의 기사를 보면 총 23전 경성 6승 7무 10패, 평양 10승 7무 6패의 종합전적이 나오고 있으며 세계일보 (이동윤, 1990년 9월 20일자 11면), 기록으로 본 경평축구 - '11승 7무 7패로 평양이 우세'라는 제목의 기사를 보면 총 25차례 경기가 있었던 것으로 나온다. 이렇게 문헌마다 다른 기록이 나오고 있는 이유는 정기전 성격의 경평대항축구전 이외에 전조선축구대회, 전조선도시대항축구대회, 3지방대항축구전 등의 대회에서 경성과 평양의 대진 기록을 포함 한 것으로 추정되며 완벽한 전적 기록을 찾기 위해서는 축구계의 확인 작업이 필요해 보인다.

### 정기전 전적[19]
- 최대한 승패와 득점결과까지 정확하게 기록이 확인된 전적만 기재하였다.

| #  | 대회명                                                                | 구분  | 일시       | 홈팀 | 득점 | 원정팀 | 결과        | 장소                            | 비고                                                                           |
| -- | --------------------------------------------------------------------- | ----- | ---------- | ---- | ---- | ------ | ----------- | ------------------------------- | ------------------------------------------------------------------------------ |
| 1  | 제1회 조선일보 주최 경평축구전                                        | 1차전 | 1929-10-08 | 경성 | 1-1  | 평양   | 무승부 (1)  | 서울 원서동 휘문고등학교 운동장 | 종합전적 2승 1패로 1회 대회 평양 우승                                          |
| 2  | 제1회 조선일보 주최 경평축구전                                        | 2차전 | 1929-10-09 | 경성 | 3-4  | 평양   | 평양 승 (1) | 서울 원서동 휘문고등학교 운동장 | 종합전적 2승 1패로 1회 대회 평양 우승                                          |
| 3  | 제1회 조선일보 주최 경평축구전                                        | 3차전 | 1929-10-10 | 경성 | 2-4  | 평양   | 평양 승 (2) | 서울 원서동 휘문고등학교 운동장 | 종합전적 2승 1패로 1회 대회 평양 우승                                          |
| 4  | 제2회 조선일보 주최 경평축구전                                        | 1차전 | 1930-11-28 | 경성 | 3-2  | 평양   | 경성 승 (1) | 경성운동장                      | 종합전적 2승 1패로 2회 대회 경성 우승                                          |
| 5  | 제2회 조선일보 주최 경평축구전                                        | 2차전 | 1930-11-29 | 경성 | 3-5  | 평양   | 평양 승 (3) | 경성운동장                      | 종합전적 2승 1패로 2회 대회 경성 우승                                          |
| 6  | 제2회 조선일보 주최 경평축구전                                        | 3차전 | 1930-12-01 | 경성 | 5-1  | 평양   | 경성 승 (2) | 경성운동장                      | 종합전적 2승 1패로 2회 대회 경성 우승                                          |
| 7  | 평양 축구단 주최 친선경기 조선축구협회 주선                           | 1차전 | 1933-04-06 | 평양 | 2-3  | 경성   | 경성 승 (3) | 평양공설운동장                  | 경성 축구단과 평양 축구단 공식 창단 후 참가 종합전적 1승 1무 1패로 우승팀 없음 |
| 8  | 평양 축구단 주최 친선경기 조선축구협회 주선                           | 2차전 | 1933-04-08 | 평양 | 2-2  | 경성   | 무승부 (2)  | 평양공설운동장                  | 경성 축구단과 평양 축구단 공식 창단 후 참가 종합전적 1승 1무 1패로 우승팀 없음 |
| 9  | 평양 축구단 주최 친선경기 조선축구협회 주선                           | 3차전 | 1933-04-10 | 평양 | 3-0  | 경성   | 평양 승 (4) | 평양공설운동장                  | 경성 축구단과 평양 축구단 공식 창단 후 참가 종합전적 1승 1무 1패로 우승팀 없음 |
| 10 | 제3회 조선체육회, 조선체육계사 공동 주최 경평축구전 조선중앙일보 후원 | 1차전 | 1933-09-20 | 경성 | 3-2  | 평양   | 경성 승 (4) | 서울 배재중학교 운동장          | 종합전적 1승 1무 1패로 우승팀 없음                                             |
| 11 | 제3회 조선체육회, 조선체육계사 공동 주최 경평축구전 조선중앙일보 후원 | 2차전 | 1933-09-21 | 경성 | 2-3  | 평양   | 평양 승 (5) | 서울 배재중학교 운동장          | 종합전적 1승 1무 1패로 우승팀 없음                                             |
| 12 | 제3회 조선체육회, 조선체육계사 공동 주최 경평축구전 조선중앙일보 후원 | 3차전 | 1933-09-22 | 경성 | 1-1  | 평양   | 무승부 (3)  | 서울 배재중학교 운동장          | 종합전적 1승 1무 1패로 우승팀 없음                                             |
| 13 | 제1회 경성-평양 대항 정기 축구전 (평양 축구단 주최)                   | 1차전 | 1933-10-23 | 평양 | 1-1  | 경성   | 무승부 (4)  | 평양공설운동장                  | 봄에는 경성팀, 가을에는 평양팀이 주최하는 홈앤드어웨이제로 변경                |
| 14 | 제1회 경성-평양 대항 정기 축구전 (평양 축구단 주최)                   | 2차전 | 1933-10-24 | 평양 | 1-1  | 경성   | 무승부 (5)  | 평양공설운동장                  | 봄에는 경성팀, 가을에는 평양팀이 주최하는 홈앤드어웨이제로 변경                |
| 15 | 제1회 경성-평양 대항 정기 축구전 (평양 축구단 주최)                   | 3차전 | 1933-10-25 | 평양 | 2-1  | 경성   | 평양 승 (6) | 평양공설운동장                  | 봄에는 경성팀, 가을에는 평양팀이 주최하는 홈앤드어웨이제로 변경                |
| 16 | 제2회 경성-평양 대항 정기 축구전 (경성 축구단 주최) 조선중앙일보 후원 | 1차전 | 1934-04-06 | 경성 | 1-2  | 평양   | 평양 승 (7) | 서울 배재중학교 운동장          |                                                                                |
| 17 | 제2회 경성-평양 대항 정기 축구전 (경성 축구단 주최) 조선중앙일보 후원 | 2차전 | 1934-04-07 | 경성 | 2-2  | 평양   | 무승부 (6)  | 서울 배재중학교 운동장          |                                                                                |
| 18 | 제3회 경성-평양 대항 정기 축구전 (경성 축구단 주최)                   | 1차전 | 1935-04-13 | 경성 | 0-0  | 평양   | 무승부 (7)  | 경성운동장                      |                                                                                |
| 19 | 제3회 경성-평양 대항 정기 축구전 (경성 축구단 주최)                   | 2차전 | 1935-04-14 | 경성 | 0-1  | 평양   | 평양 승 (8) | 경성운동장                      |                                                                                |
| 20 | 자유신문사 주최 경평축구전                                            | 1차전 | 1946-03-25 | 경성 | 2-1  | 평양   | 경성 승 (5) | 경성운동장                      | 해방 후 첫 경평축구전이자 마지막 경평축구전                                    |
| 21 | 자유신문사 주최 경평축구전                                            | 2차전 | 1946-03-26 | 경성 | 1-3  | 평양   | 평양 승 (9) | 경성운동장                      | 해방 후 첫 경평축구전이자 마지막 경평축구전                                    |

### 3지방대항축구전 전적
- 최대한 승패와 득점결과까지 정확하게 기록이 확인된 전적만 기재하였다.

| # | 대회명                | 구분  | 일시       | 홈팀 | 득점 | 원정팀 | 결과        | 장소       | 비고 |
| - | --------------------- | ----- | ---------- | ---- | ---- | ------ | ----------- | ---------- | ---- |
| 1 | 제2회 3지방대항축구전 | 1차전 | 1939-11-10 | 경성 | 미상 | 평양   | 경성 승 (1) | 경성운동장 |      |
| 2 | 제2회 3지방대항축구전 | 2차전 | 1939-11-11 | 경성 | 1-3  | 평양   | 평양 승 (1) | 경성운동장 |      |

### 전적 총계 (정기전만 포함)
| 경기수 | 경성 축구단 승 | 무승부 | 경성 축구단 패 | 경성 축구단 득점 | 경성 축구단 실점 |
| ------ | -------------- | ------ | -------------- | ---------------- | ---------------- |
| 21     | 5              | 7      | 9              | 37               | 43               |

| 경기수 | 평양 축구단 승 | 무승부 | 평양 축구단 패 | 평양 축구단 득점 | 평양 축구단 실점 |
| ------ | -------------- | ------ | -------------- | ---------------- | ---------------- |
| 21     | 9              | 7      | 5              | 43               | 37               |

### 전적 총계 (모든 대회 포함)
| 경기수 | 경성 축구단 승 | 무승부 | 경성 축구단 패 |
| ------ | -------------- | ------ | -------------- |
| 23     | 6              | 7      | 10             |

| 경기수 | 평양 축구단 승 | 무승부 | 평양 축구단 패 |
| ------ | -------------- | ------ | -------------- |
| 23     | 10             | 7      | 6              |

## 상세
| #  | 날짜             | 대회명                                                                | 홈 팀       | 스코어 | 원정 팀     | 골 (홈)                                        | 골 (어웨이)                                            | 장소                                      | 비고.         |
| -- | ---------------- | --------------------------------------------------------------------- | ----------- | ------ | ----------- | ---------------------------------------------- | ------------------------------------------------------ | ----------------------------------------- | ------------- |
| 1  | 1929년 8월 8일   | 제1회 조선일보 주최 경평축구전                                        | 경성군      | 1–1    | 평양군      | 최성손 16′                                     | 김정식 62′                                             | 서울 원서동 휘문고등학교 운동장, 조선일보 | [ 21 ]        |
| 2  | 1929년 8월 9일   | 제1회 조선일보 주최 경평축구전                                        | 경성군      | 3–4    | 평양군      | 거복준 62′ · 최성손 69′, 88′                   | 이정식 42′, 54′, 65′ · 박의현 83′                      | 서울 원서동 휘문고등학교 운동장, 조선일보 | [ 22 ]        |
| 3  | 1929년 10월 10일 | 제1회 조선일보 주최 경평축구전                                        | 경성군      | 2–4    | 평양군      | 정원순 60′ (자책골) · 최성손 70′               | 이정식 10′, 30′ · 강기대 11′ · ? 88′                   | 서울 원서동 휘문고등학교 운동장, 조선일보 | [ 23 ]        |
|    |                  |                                                                       |             |        |             |                                                |                                                        |                                           |               |
| 4  | 1930년 11월 28일 | 제2회 조선일보 주최 경평축구전                                        | 경성군      | 3–2    | 평양군      | 이영민 40′, 41′ · 최성손 79′                   | 김재신 28′ · 한영택 36′                                | 경성운동장                                | [ 24 ]        |
| 5  | 1930년 11월 29일 | 제2회 조선일보 주최 경평축구전                                        | 경성군      | 3–5    | 평양군      | 이정우 60′, 80′ · 최성손 62′ (페널티)          | 한영택 27′ · 박영철 36′ · 김재신 61′, 63′ · 고정한 75′ | 경성운동장                                | [ 25 ] [ 26 ] |
| 6  | 1930년 12월 1일  | 제2회 조선일보 주최 경평축구전                                        | 경성군      | 5–1    | 평양군      | 김원겸 19′ · 최성손 31′, 80′ · 이영민 53′, 87′ | 한영택 ?′                                              | 경성운동장                                | [ 27 ] [ 28 ] |
|    |                  |                                                                       |             |        |             |                                                |                                                        |                                           |               |
| 7  | 1933년 4월 6일   | 평양 축구단 주최 친선경기 조선축구협회 주선                           | 평양 축구단 | 2–3    | 경성군      | ? ?′ (페널티) · 김성간 35′                     | 박영환 40′ · 강영필 44′, 64′                           | 평양공설운동장                            | [ 29 ]        |
| 8  | 1933년 4월 8일   | 평양 축구단 주최 친선경기 조선축구협회 주선                           | 평양 축구단 | 2–2    | 경성군      | 박의현 70′ · 김영근 75′                        | 강기순 25′ · 최성손 40′                                | 평양공설운동장                            | [ 30 ]        |
| 9  | 1933년 4월 10일  | 평양 축구단 주최 친선경기 조선축구협회 주선                           | 평양 축구단 | 3–0    | 경성군      | 이정식 52′ · 이정현 65′, 85′                   | —                                                      | 평양공설운동장                            | [ 31 ]        |
|    |                  |                                                                       |             |        |             |                                                |                                                        |                                           |               |
| 10 | 1933년 9월 20일  | 제3회 조선체육회, 조선체육계사 공동 주최 경평축구전 조선중앙일보 후원 | 경성 축구단 | 3–2    | 평양 축구단 | 배종호 42′, 70′ · 강영필 75′                   | 김영근 41′ · 이치순 85′                                | 서울 배재중학교 운동장                    | [ 32 ]        |
| 11 | 1933년 9월 21일  | 제3회 조선체육회, 조선체육계사 공동 주최 경평축구전 조선중앙일보 후원 | 경성 축구단 | 2–3    | 평양 축구단 | 강영필 37′ · 채금석 65′                        | 한영택 26′, ?′, 87′                                    | 서울 배재중학교 운동장                    | [ 33 ] [ 34 ] |
| 12 | 1933년 9월 22일  | 제3회 조선체육회, 조선체육계사 공동 주최 경평축구전 조선중앙일보 후원 | 경성 축구단 | 1–1    | 평양 축구단 | 김일배 50′                                     | 이정식 53′                                             | 서울 배재중학교 운동장                    | [ 35 ]        |
|    |                  |                                                                       |             |        |             |                                                |                                                        |                                           |               |
| 13 | 1933년 10월 23일 | 제1회 경성-평양 대항 정기 축구전 (평양 축구단 주최)                   | 평양 축구단 | 1–1    | 경성 축구단 | Unknown                                        | Unknown                                                | 평양공설운동장                            | [ 36 ]        |
| 14 | 1933년 10월 24일 | 제1회 경성-평양 대항 정기 축구전 (평양 축구단 주최)                   | 평양 축구단 | 1–1    | 경성 축구단 | 박영환 71′                                     | 강영필 80′                                             | 평양공설운동장                            | [ 37 ]        |
| 15 | 1933년 10월 25일 | 제1회 경성-평양 대항 정기 축구전 (평양 축구단 주최)                   | 평양 축구단 | 2–1    | 경성 축구단 | 이정식 14′ (페널티) · 박영환 54′               | 최성손 87′                                             | 평양공설운동장                            | [ 38 ]        |
|    |                  |                                                                       |             |        |             |                                                |                                                        |                                           |               |
| 16 | 1934년 4월 6일   | 제2회 경성-평양 대항 정기 축구전 (경성 축구단 주최) 조선중앙일보 후원 | 경성 축구단 | 1–2    | 평양 축구단 | 최성손 65′                                     | 박의현 55′ · 이정식 59′                                | 서울배재중학교 운동장                     | [ 39 ]        |
| 17 | 1934년 4월 7일   | 제2회 경성-평양 대항 정기 축구전 (경성 축구단 주최) 조선중앙일보 후원 | 경성 축구단 | 2–2    | 평양 축구단 | Han Gab-seok 35′ · 최성손 60′                  | 김성간 64′ · 이정식 80′                                | 서울배재중학교 운동장                     | [ 40 ]        |
|    |                  |                                                                       |             |        |             |                                                |                                                        |                                           |               |
| 18 | 1935년 4월 13일  | 제3회 경성-평양 대항 정기 축구전 (경성 축구단 주최)                   | 경성 축구단 | 0–0    | 평양 축구단 | —                                              | —                                                      | 경성운동장                                | [ 41 ]        |
| 19 | 1935년 4월 15일  | 제3회 경성-평양 대항 정기 축구전 (경성 축구단 주최)                   | 경성 축구단 | 0–1    | 평양 축구단 | —                                              | 한영택 46′                                             | 경성운동장                                | [ 42 ]        |
|    |                  |                                                                       |             |        |             |                                                |                                                        |                                           |               |
| 20 | 1946년 3월 25일  | 자유신문사 주최 경평축구전                                            | 서울 축구단 | 2–1    | 평양 축구단 | Unknown                                        | Unknown                                                | 동대문운동장                              | [ 43 ]        |
| 21 | 1946년 3월 27일  | 자유신문사 주최 경평축구전                                            | 서울 축구단 | 1–3    | 평양 축구단 | Unknown                                        | Unknown                                                | 동대문운동장                              | [ 43 ]        |

## 양 구단에서 활약하였던 선수
- 김용식 (경성 : 1933-1937 / 평양 : 1940-1942 / 경성 : 1946-1948)

## 같이 보기
- 경성 축구단
- 평양 축구단
- 서울특별시의 축구
- 동대문운동장
- 전조선도시대항축구대회
- 3지방대항축구전

## 참고 자료
- 大韓蹴球協會 편 『韓國蹴球百年史』라사라, 1986.
- 윤경헌, 최창신『축구 = 1 : 國技축구 그 찬란한 아침 』국민체육진흥공단, 1997.
- 한국축구 70년 (7) 경성-평양전 상 - 경향신문 (1965-02-22)
- 한국축구 70년 (7) 경성-평양전 하 - 경향신문 (1965-02-27)
- 경평축구약사 - 경향신문 (1990-09-20)
- 29년 첫 경평축구 개최 - 한겨레 신문 (1994-10-04)
- 축구와 민족주의, 그 불온한 관계 - 제2회 프로메테우스 포럼: 월드컵 속의 민족주의
- 한국 축구 최초의 더비, 경평축구대항전 - 통일부[깨진 링크(과거 내용 찾기)]
- 잃어버린 우리 축구사 복원 프로젝트 9화 - 조선의 엘클라시코,경평전을 아십니까? (2016-12-05)
- '한반도 더비' 경평 축구의 부활을 꿈꾸며 (2018-04-30)
- 대한민국 스포츠 100년(36) 경평축구 이야기①조선일보 주최, 조선체육회 후원으로 창설 (2020-06-29)
- 대한민국 스포츠100년(37) 경평축구이야기②3회만에 막내린 전경성과 전평양 축구대회 (2020-07-02)